# Białystok (district)
Białystok (powiat białostocki) is een Pools district (powiat) in de woiwodschap Podlachië. Het district heeft een oppervlakte van 2984,64 km² en telt 145.230 inwoners (2014).